# Agonochaetia
Agonochaetia là một chi bướm đêm thuộc họ Gelechiidae.